# دهستان رادکان
دهستان رادکان دهستانی در بخش رادکان شهرستان چناران در استان خراسان رضوی ایران است.
این دهستان بر اساس مصوبه هیئت وزیران در تاریخ ۲۵ اسفند ۱۳۶۴ تأسیس شده‌است.
در تاریخ ۱۲ آبان ۱۳۹۹ مرکز دهستان از شهر رادکان به روستای مریچگان تغییر یافت.

## جمعیت
براساس سرشماری مرکز آمار ایران در سال ۱۳۹۵، جمعیت دهستان رادکان ۲۳۶۶ نفر بوده‌است.